# Parvenu Point
Der Parvenu Point (englisch für Emporkömmlingsspitze; in Argentinien Punta Arribista mit gleicher Namensbedeutung) ist eine niedrige und dennoch markante Landspitze am nördlichen Ausläufer der westantarktischen Pourquoi-Pas-Insel vor der Fallières-Küste des Grahamlands auf der Antarktischen Halbinsel. Sie markiert die südliche Begrenzung der Einfahrt vom Bigourdan-Fjord in die Meerenge The Narrows zwischen der Pourquoi-Pas- und der Blaiklock-Insel.
Erste Vermessungen nahmen 1936 Teilnehmer der British Graham Land Expedition unter der Leitung des australischen Polarforschers John Rymill vor. Der Falkland Islands Dependencies Survey fand 1948 bei erneuten Vermessungen, dass die Landspitze aus westlicher Richtung betrachtet wesentlich markanter erscheint als ursprünglich angenommen. Diesem Umstand verdankt sie ihren Namen.